# Karol Duchoň
Karol Duchoň (21. dubna 1950 Galanta – 5. listopadu 1985 Bratislava) byl slovenský zpěvák.

## Životopis
Jeho matka pocházela z Báčského Petrovce, otec byl ředitelem strojařského učiliště v Galantě. Na základní škole v Galantě byla jeho spolužačkou zpěvačka Eva Máziková. Později šel studovat na strojařskou průmyslovku v Partizánském, kterou nedokončil. V době dovolené svých rodičů v Jugoslávii odjel vystupovat s orchestrem Jaroslava Mikuly do zahraničí.
V roce 1968 s Robem Kazíkem založili ve Zlatých Moravcích bigbeatovou skupinu The Ice Boys (Ľadoví chlapci). V roce 1969 začal zpívat s Evou Mázikovou ve skupině Braňa Hronca. V televizi vystoupil v Malé televizní hitparádě s převzatou písní Sugar Sugar, s názvem Uber pary. Tato píseň se rázem stala známou. Nazpíval dueta se známými zpěváky např. s Marcelou Laiferovou, Dušanem Grúněm (Elena, ty si život môj, Vonia kakao), Janou Kocianovou a jinými.
V 70. letech 20. století začal spolupracovat se zpěvačkou Evou Kostolányiovou. V červnu 1970 se poprvé zúčastnil soutěže Bratislavská lyra s písní Kto má ťa rád s hudbou Pavla Zelenaye a textem Milana Lasici. V roce 1973 spolu s Evou Kostolányiovou vyhrál Stříbrnou Bratislavskou lyru s písní Chvála humoru s hudbou Igora Bázlika a textem Tomáše Janovice. V roku 1974 založil svoji kapelu s názvem Prognóza. Roku 1975 vystoupil na festivalu v japonském Tokiu s hitem Čardáš dvoch sŕdc – (hudba:Peter Hanzely, text: Ľuboš Zeman). V roce 1976 nahrál v Německu svoje první album pro společnost RCA. Německá kritika reagovala pozitivně na jeho zpěv a nazvala ho slovenský Tom Jones. V roce 1977 začal zpívat se skupinou Ľuba Beláka.
V zahraničí vystupoval např.: v Německu, Švýcarsku, Sovětském svazu, Polsku, Maďarsku, Bulharsku, na Kubě, Somálsku a nebo ve Francii.
V 80. letech 20. století začal spolupracovat s orchestrem VV-Systém Vlada Valoviča a později od roku 1982 se skupinou Za-ja-ce Pavla Zajáčka.

## Soukromí
V roce 1973 se oženil s Elenou Šurákovou, později se jim narodila dcera Danka. Později se rozvedli. V roku 1985 se oženil podruhé s hudební režisérkou Alenou Čermákovou. O osm měsíců později Karol Duchoň zemřel na selhání jater.

## Ocenění
- Zlatá vločka Calexu s písní Petra Nováka – Náhrobní kámen (se skupinou The Ice Boys)
- 1970 první cena – hudební festival Oravské synkopy
- 1973 Stříbrná Bratislavská lyra, za přednes písně Chvála humoru, interpretovanou se zpěvačkou Evou Kostolányiovou (hudba: Igor Bázlik, text: Tomáš Janovic)
- 1974 Zlatá Bratislavská lyra, za interpretaci písně Zem pamätá (hudba: Pavol Zelenay, text: Tibor Grünner)
- 1974 Bronzová Bratislavská lyra, za interpretaci písně Zem pamätá, v mezinárodní soutěži
- 1985 cena ze světového festivalu popmusic Yamaha v Tokiu s písní Čardáš dvoch sŕdc autorů Petra Hanzelyho a Ľuboša Zemana
- 2006 cena Aurel za celoživotní přínos do hudební kultury Slovenské republiky
- 2019 v anketě Najväčší Slovák, kterou pořádal Rozhlas a televize Slovenska, se umístil na 78. místě

## Nejznámější hity
- Tancujem s tebou rád
- Mám ťa rád
- Elena
- Dievča z Budmeríc
- Vzdialená
- V slovenských dolinách
- S úsmevom
- Odeta
- Čardáš dvoch sŕdc
- Smútok krásnych dievčat

## Diskografie
- Cítim/Zmeškaný vlak – SP
- 1972 Rapid do toho – Karol Duchoň / Butterfly – Dušan Grúň – SP – Opus
- 1974 Karol Duchoň – LP – Opus
- 1976 Edeltraut/Wenn die – RCA – SP – (německy)
- 1976 Portrait Einer Stimme – RCA – (německy)
- 1976 Lass Uns Eine Nacht Lang Tanzen – SP – (německy)
- 1976 Čardáš dvoch sŕdc – LP
- 1978 Cítim – Opus
- 1980 Karol Duchoň '79 – Opus
- 1984 Vzdialená/Sen o veľkej láske – Opus – SP
- 1985 Spomienka na Karola – Opus – CD
- 1997 Na srdci mi hraj– RB-vydavateľstvo Slovenského rozhlasu – CD
- 1997 Batoh s páperím – Opus – CD
- 2005 To najlepšie – Slovak Radio Records – CD
- 2006 20 Naj – Opus – CD
- 2008 Karol Duchoň – Čardáš dvoch sŕdc – Opus a Sme (edice:Slovenské legendárne albumy – Sme) – reedice LP z 1976)
- 2009 Karol Duchoň 74 / Karol Duchoň 80 – Opus EAN 8584019010424, 2CD, edice Opus 100[1]

### Kompilace
- 1976 Schlager – Single – RCA
- 1978 Dvanásť do tucta – Diskotéka Opusu 2 – Opus – MC, LP – B5. Zvony pre šťastie
- 1978 Nestarnúce melódie – Opus – LP (reedice na CD – 2006) – Nečakaj Ma už nikdy, Dve oči neverné – Karol Duchoň/Rád polku mám, Stupavská krčma, V skalickom hájičku – Karol Duchoň a Miroslav Ličko a Dušan Grúň a Zdeno Sychra
- 1979 Dvanásť do tucta – Diskotéka OPUSU 3 – Opus 9113 0873, LP, A6– Čert by bol v tom, B1– Tak sa maj.
- 1996 Hviezdne vianoce – Opus
- 2002 Hvězdy nad Bromem – FR centrum – 16.Hrám
- 2005 Retrohity – Slovak Radio Records – 11. V dolinách
- 2006 SK hity 3 – H.O.M.E. Productions – 18. V slovenskských dolinách
- 2006 Nestarnúce melódie – Opus (reedice LP z 1978)
- 2007 Gejza Dusík – Najkrajšie piesne – Opus – 01. Rodný môj kraj
- 2007 Hit storočia – Opus– 02. Rodný môj kraj – cd2
- 2007 !Boom! hity – H.O.M.E. – 13. V slovenských dolinách
- 2007 Největší slovenské hity 60. a 70. let – Popron Music  – 07. V slovenských dolinách
- 2007 20 Naj retro vianoce – Opus – 04. Pieseň o decembri/08. Zvony pre šťastie

## Filmografie
- 1980 – Toto leto doma (zpěv)
- 1984 – Sladké starosti
- 2025 – Duchoň[2][pozn. 1]